# Guellat Bou Sbaa
Guellat Bou Sbaa (em árabe: قلعة بوسبع) é uma cidade e comuna localizada na província de Guelma, Argélia. De acordo com o censo de 2008, a população total da cidade era de 5 635 habitantes.